# Zenaida auriculata
Zenaida auriculata là một loài chim trong họ Columbidae.